# فيليب ويلش
فيليب ويلش (بالإنجليزية: Philip Welch)‏ هو رياضياتي بريطاني، ولد في 6 يناير 1954 في نيوبورت في المملكة المتحدة.